# O Trapalhão no Planalto dos Macacos
O Trapalhão no Planalto dos Macacos é um filme brasileiro de Os Trapalhões, lançado em 1976 e dirigido por J.B. Tanko. Estreando Os Trapalhões Renato Aragão, Dedé Santana e Mussum.

## Sinopse
Conde (Renato Aragão) e Alex (Dedé Santana) são dois amigos que, ao darem uma volta de motocicleta, são confundidos pelo guarda Azevedo (Mussum) com perigosos assaltantes de joalheria. Depois de várias confusões com ovos, tubarões e etc., entram em um balão (pilotado por Rodrigo) que os leva a uma terra desconhecida, onde os macacos falam e perseguem e dominam os humanos. Conde e Alex são feitos prisioneiros mas conseguem fugir. Depois chega outro balão com os bandidos, que são deixados aos macacos. Conde descobre ainda pérolas valiosíssimas naquele estranho lugar.

## Elenco
- Renato Aragão como Conde
- Dedé Santana como Alex
- Mussum como Guarda Azevedo "Guarda Azevedis"
- Alan Fontaine como Rodrigo
- Rosina Malbouisson como Rainha Cacenique
- Carlos Kurt como Macaco Guerreiro / Professor Bicard
- Fátima Leite como Ula
- Renato Bastos
- Vera Capua
- Milton Carneiro como Delegado
- Olívia Pineschi como N'Komo
- Índio Colombiano como bandido
- Youssef Salim Elias como Velho Macaco
- Ferreira Duarte
- Edson Farias
- Afonso Brazza

## Recepção
Filipe Pereira em sua crítica para o Vortex Cultural escreveu: "A rivalidade mostrada em tela se vale de muito humor físico que de tão idiota, acaba ganhando carisma, em piadas que anos depois seriam repetidas a exaustão no programa da Rede Globo."

## Curiosidades
- No início do filme, durante a cena em que Conde e Alex dão uma volta de motocicleta e Alex atropela o pé do Guarda Azevedo, Dedé Santana não conseguiu reduzir a velocidade do veículo e bateu violentamente contra um poste, ferindo a cabeça e o braço. O trapalhão foi submetido a uma operação plástica e ficou de molho por alguns meses. Após sua recuperação, as gravações continuaram.
- A canção da abertura do filme, "Eram o Macaco" é tocada por Os Imbatíveis e é de 1969.
- Este foi o primeiro filme com a participação de Mussum, o terceiro Trapalhão, que entrara no grupo em 1973; os anteriores contavam apenas com Didi ou a dupla com Dedé.
- O título e o roteiro parodiam o filme estadunidense O Planeta dos Macacos, sucesso continuado no Brasil em função da TV, que exibia reprises, lançamentos de séries e desenhos animados baseados na clássica produção original de 1968. Mas nas cenas iniciais, o filme parodiado é outro: Tubarão, de Steven Spielberg.
- Parte do filme (o lançamento do balão) foi gravada em Cotia (São Paulo), mais precisamente no campo de futebol do Beira Rio, próximo ao clube da TRUFFI, local de lançamento de balões desde o início da década de 1970; a população local do bairro do Rio Cotia foi aproveitada como figuração. Outra locação utilizada no filme foi a garagem da Viação Itapemirim no Rio de Janeiro.